# Martellotårn
Et martellotårn er en lille defensivt fæstning, der blev opført over hele det Britiske Imperium i løbet af 1800-tallet, fra og med de franske revolutionskrige omkring år 1800. De fleste var kystbefæstninger.
Tårnene er op til 12 m høje og havde typisk en garnison med én officer og 15–25 mand. Deres runde form og tykke mure af massiv sten gjorde dem modstandsdygtige over for kanonbeskydning, mens højden gjorde dem velegnede som platforme for et enkelt tungt artillerivåben, monteret på det flade tag og i stand til at dreje hele vejen rundt og affyre i en fuld 360° vinkel. Nogle få tårne havde voldgrave eller ekstra batterier og anlæg til yderligere forsvar.
Martellotårne var inspireret af en rund fæstning, som var en del af et større genovesisk forsvarssystem ved Mortella på Korsika. Designeren var Giovan Giacomo Paleari Fratino (el Fratin), og tårnet blev færdiggjort i 1565.
Martellotårnene blev brugt i første halvdel af 1800-tallet, men blev forældede med introduktionen af kraftigere riflede artillerikanoner. Mange eksisterer stadig i dag og er ofte bevaret som historiske monumenter.